# Eurypon lictor
Eurypon lictor är en svampdjursart som först beskrevs av Topsent 1904.  Eurypon lictor ingår i släktet Eurypon och familjen Raspailiidae. Inga underarter finns listade i Catalogue of Life.